# Taiko
Taiko (japansk: 太鼓, taikō) er en betegnelse for en række japanske slagtøj instrumenter i form af tromme. Taiko består af en 'trommekrop', skind som er trukket over trommekroppen i begge ender af trommekroppen. Fremstillingsprocessen af taiko varierer blandt producenterne.
Taiko har mytologisk oprindelse i den japanske folketradition. Historisk blev japanske mænd sendt til Korea med henblik på at studere tromning. Det skønnes at taiko blev introduceret i Japan gennem koreansk og kinesisk kulturel indflydelse mellem 300–900 e. Kr. Deres funktion har været varieret gennem historien lige fra kommunikation, militær aktioner, teaterforestillinger, religiøse ceremonier, festivalsoptog og underholdning. I og uden for Japan anvendes taiko eksempelvis inden for Kendo (japansk fægtning).

## Reference
1. ↑   Junzo Sasamori, Gordon Warner (1989) This is Kendo: The Art of Japanese Fencing. Tuttle. Side 65.